# Mariage et divorce en droit international privé français
Le mariage et le divorce en droit international privé français (DIP) obéissant à des règles tenant tant au droit français concernant le mariage, notamment le chap. II bis du titre IV du Code civil, intitulé « Du mariage des Français à l'étranger », qu'aux règles du droit international privé français. 
Les problèmes juridiques soulevés concernent notamment la transcription à l'état civil de mariages célébrés à l'étranger devant les autorités locales et la reconnaissance, ou non-reconnaissance, de mariages ou de formes apparentées reconnues à l'étranger, problème apparenté à l'exequatur. 

## Droit communautaire
Au sein de l'Union européenne, le Conseil européen de Tampere (1999) a impulsé le mouvement vers une « communautarisation des règles de droit international privé » ce qui doit mener à une harmonisation progressive de la législation en DIP des États-membres, concernant les conflits de loi.
Plusieurs instruments ont été promulgués à cette fin:
- règlement (CE) n° 2201/203 du 27 novembre 2003 relatif à la compétence, la reconnaissance et l’exécution des décisions en matière matrimoniale et en matière de responsabilité parentale (dit règlement Bruxelles bis); celui-ci reconnaît en particulier la compétence juridictionnelle locale, c'est-à-dire du lieu de résidence habituel de l'enfant, en cas de conflit de juridictions[2].

## Compatibilité des mariages
Le droit international privé français distingue les conditions de forme du mariage, lesquelles sont assujetties à la loi de l'État où il est célébré (lege fori), et les conditions de fond, lesquelles dépendent du statut personnel des époux. Lorsque le mariage intervient entre des conjoints de nationalité différente (française et étrangère), on distingue les conditions unilatérales, ne concernant que l'un des conjoints (l'âge, le consentement, etc.), et les conditions bilatérales, concernant les deux conjoints (mariage antérieur non dissous, etc.). La différence de sexe, par exemple, constitue une condition bilatérale: pour le cas des mariages (ou institutions apparentées) entre personnes de même sexe, il convient donc que la législation des deux pays (française et étrangère) l'autorise. 

## Mariages entre étrangers en France
Les mariages entre un étranger et un Français en France obéissent aux règles du droit français du mariage.
Les mariages entre étrangers en France doivent obéir aux règles d'ordre public du mariage en France : interdiction de la polygamie, etc. Pour ce qui ne déroge pas à l'ordre public, ils peuvent obéir aux normes des législations applicables aux conjoints.

## Mariages à l'étranger et l'exemple des mariages homosexuels
Ce cas est plus complexe, dans la mesure où le mariage peut faire intervenir un conjoint français mais ne pas obéir aux règles du droit français. Par exemple, le droit belge et néerlandais reconnaissent le mariage entre personnes de même sexe, y compris, respectivement, entre des résidents étrangers ou un étranger et un conjoint néerlandais. Un couple homosexuel français résidant en Belgique peut donc légalement s'y marier, ce qui posait, avant l'adoption de la loi autorisant le mariage entre personne de même sexe en France, la question de la reconnaissance de ce mariage en France. 
En 2008, le cas ne s'était toujours pas présenté devant les juridictions françaises, sa résolution faisant donc l'objet de spéculations bien que le garde des Sceaux Pascal Clément ait apporté en 2005 quelques éléments dans une réponse ministérielle, commentée par la presse. Au Royaume-Uni, ce cas s'est présenté en 2006 devant la Haute Cour de justice (affaire Kitziner et Wilkinson c. Family Division (en)), celle-ci requalifiant le mariage entre personnes de même sexe contracté au Canada en contrat d'union civile conformément au Civil Partnership Act 2004 (en). 
Cependant, ce problème disparaît en 2013 lorsque l'Assemblée nationale adopte la « loi ouvrant le mariage aux couples de personnes de même sexe », avec 249 voix pour et 97 contre.

### Transcription des mariages célébrés à l'étranger
Lorsque les deux conjoints sont français, les ambassadeurs et les consuls de France exercent la fonction d'officier d'état civil pour la célébration du mariage.
Lorsqu'un conjoint est étranger, selon la législation du pays, le mariage est en général célébré devant les autorités locales. Il doit alors être transcrit sur l'état civil français, ce qui peut donner lieu à contestation. Une fois l'acte de mariage transcrit dans les registres consulaires, un livret de famille est délivré.

### Annulation du mariage
Dans des cas exceptionnels, l'annulation de mariage peut être demandée.

### Les cas de «répudiation» à l'étranger
La répudiation, procédure admise notamment en droit musulman et prenant différentes formes selon les systèmes de droit positif d'États influencés par le droit musulman, n'est pas reconnue en France. De façon générale, la répudiation est une rupture unilatérale du mariage par l'époux, sans passer devant un juge. En ce sens, une répudiation produite à l'étranger n'a donc aucun effet en France. Néanmoins, le droit français peut reconnaître des formes de rupture du mariage distinctes du divorce français, à condition qu'elles laissent une part à une négociation bilatérale entre les époux et qu'elle s'effectue devant un juge. Il ne s'agit donc pas de répudiation. 
Le Code du statut personnel de Tunisie interdit la répudiation depuis 1956; au Maroc, la Moudawana accorde à la femme le droit au divorce (l'art. 71 prévoit le khul'), ce qui est effectif également en Égypte, dont le Code civil a influencé bon nombre de pays voisins. En Inde et au Pakistan, les règles du divorce pour les musulmans trouvent leur origine dans le Dissolution of Muslim Marriages Act de 1939 promulguée par les Anglais.
Le principe est que la répudiation, en droit international français (cf. article 3 du code civil), est considérée comme un acte unilatéral soumis à la loi nationale des époux.
Après quelques évolutions jurisprudentielles, il est désormais acquis que la répudiation, en France, ne pouvait produire aucun effet, dans la mesure où cette pratique, dans son essence, est contraire à l'ordre public interne, puisqu'elle se heurte aux principes d'égalité des droits civils et de responsabilités respectives des époux lors de la dissolution du mariage : Cass. civ. 1re chambre, 11.03.1997 (Dalloz 1997, p. 400, note Niboyet) ; Cass. civ. 1re chambre, 17.02.2004, 5 arrêts de principe (JCP 2004, IV, 1732).  Jurisprudence constante.
Dans le cas d'une répudiation prononcée à l'étranger, entre deux époux dont le statut personnel le permet, la jurisprudence française, sur le fondement de l'article 3 du code civil, dans la mesure où les critères de rattachement à l'ordre public interne sont minces, permet la reconnaissance de cette répudiation, dès lors :
- que le choix du tribunal par l'époux n'a pas été frauduleux ;
- que la répudiation a ouvert une procédure à la faveur de laquelle chaque partie a fait valoir ses prétentions ;
- que le jugement a garanti des avantages financiers à l'épouse.

Voir sur ce point Cass. civ. 1re chambre, 03.07.2001, Bull. civ. I, no 199 et JCP 2002, II, 10039.

## Sources
- Hélène Gaudemet-Tallon, « La désunion su couple en droit international privé » ; Recueil des Cours de l'Académie de droit international, 1991,I, p. 270, no 121 et s.
- M. Farge, « Les répudiations musulmanes : le glas de l'ordre public fondé sur le principe d'égalité des sexes » ; revue Droit de la famille, 2002, chronique no 17.
- D. Boulanger, « Reconnaître en France une dissolution du mariage prononcée en Algérie ou au Maroc » ; mélanges Jacques Foyer, Economica, 2008, p. 125 s.
- S. Prigent, « Répudiations musulmanes : effets des jugements étrangers en France » ; revue Droit de la famille, 2004, chronique no 9.
- Site internet JaFBase , base de données de conventions internationales et de textes de droit de fond applicables aux litiges à composante internationale pouvant être portés devant le juge aux affaires familiales français, spécialement en matière de divorce.